# Thilafushi
Thilafushi (maled. ‏ތިލަފުށި‎) – sztuczna wyspa na Malediwach, położona około 6 km na zachód od Malé – stolicy. Należy do geograficznego atolu Malé Północne, oraz do atolu administracyjnego Kaafu. Wyspa została utworzona jako składowisko odpadów komunalnych.

## Historia

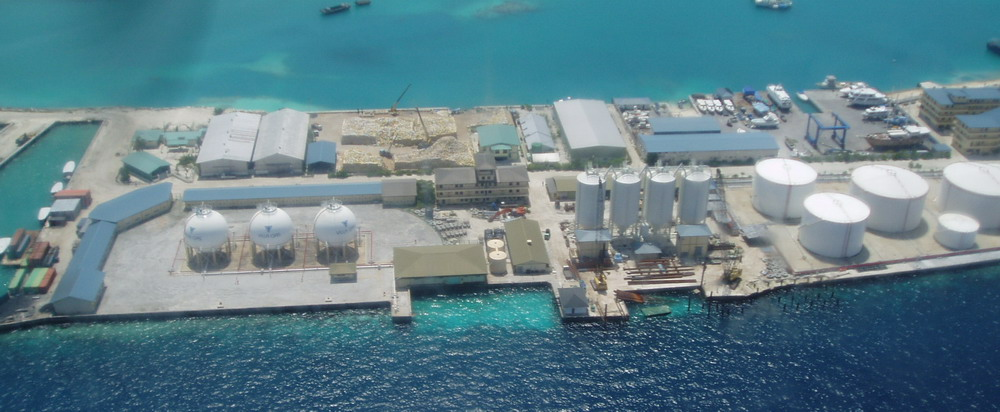
Thilafushi-2, najbardziej uprzemysłowiony obszar wyspy

Wyspa Thilafushi pierwotnie była laguną zwaną „Thilafalhu”, długą na 7 km oraz szeroką na 200 metrów w najpłytszych miejscach.
Powstała dzięki wielu dyskusjom i wysiłkowi władz, w celu rozwiązania problemu ze śmieciami w Malé w latach 1990. Decyzja o zamianie Thilafalhu na wysypisko śmieci została podjęta 5 grudnia 1991 roku.
Pierwszy ładunek ze śmieciami z Malé, trafił na Thilafushi 7 stycznia 1992. Prace rozpoczęto z zaledwie 1 barką, 4 wywrotkami, 2 koparkami oraz jedną ładowarką łyżkową.
W pierwszych latach wywozu odpadów, wykopywano doły o objętości 1060 m³, a piasek uzyskiwany z wykopów był używany do odgradzania owych wykopów od wody. Odpady otrzymane z Malé były umieszczane wewnątrz dziur, następnie przysypywane warstwą gruzu budowlanego, a na koniec teren był równomiernie wyrównywany przy użyciu białego piasku koralowego. Pierwotnie nie segregowano odpadów, ponieważ trzeba było pozbyć się ich jak najszybciej, z powodu nagromadzenia śmieci w stolicy.